# Глазковска култура
Глазковската култура е археологическа култура от южната част на Сибир, датирана към периода 1800-1300 година пр.н.е..
Повечето проучени находки са от Прибайкалието — горното течение на Ангара и Лена и долното течение на Селенга. Стопанството е основано на риболова и лова, като повечето инструменти са каменни, макар че има и отделни метални (медни и бронзови) предмети. Глазковската култура има някои сходства със съвременната традиционна култура на народите от сибирската тайга - евенки и юкагири.
Глазковската култура се свързва с предците на съвременните евенки и евени, които по-късно заселват вътрешността на Сибир. На нейната територия през 11 век пр.н.е. възниква културата на плочестите гробове.